# Hard Promises
Hard Promises är ett album av Tom Petty & the Heartbreakers, släppt 1981.

## Låtlista
Låtarna skrivna av Tom Petty, där inget annat namn anges.
1. "The Waiting" – 3:58
2. "Woman in Love (It's Not Me)" (Tom Petty, Mike Campbell) – 4:22
3. "Nightwatchman" (Tom Petty, Mike Campbell) – 3:59
4. "Something Big" – 4:44
5. "Kings Road" – 3:27
6. "Letting You Go" – 3:24
7. "A Thing About You" – 3:33
8. "Insider" – 4:23
9. "The Criminal Kind" – 4:00
10. "You Can Still Change Your Mind" (Tom Petty, Mike Campbell) – 4:15